# Faza calificărilor și runda play-off a Ligii Campionilor 2020-2021
Faza calificărilor și runda play-off a Ligii Campionilor 2020-2021 a început pe 8 august și s-a terminat pe 30 septembrie 2020.
Orele de joc sunt afișate în EEST (ora României), iar în paranteză este afișată ora locală.

## Echipe

### Ruta Campionilor
Ruta Campionilor include toți campionii ligilor care nu se califică direct pentru faza grupelor și constă în următoarele runde:
- Runda preliminară (4 echipe jucând semifinale și finala) : 4 echipe care intră în această rundă.
- Primul tur de calificare (34 de echipe) : 33 de echipe care intră în această rundă și 1 câștigător din runda preliminară.
- Al doilea tur de calificare (20 de echipe) : 3 echipe care intră în această rundă și 17 câștigători ai primului tur calificare.
- Al treilea tur de calificare (12 echipe) : 2 echipe care intră în această rundă și 10 câștigători ai celui de-al doilea tur de calificare.
- Runda de play-off (8 echipe) : 2 echipe care intră în această rundă și 6 câștigători ai celui de-al treilea tur de calificare.

Toate echipele eliminate din Ruta Campionilor intră în Europa League:
- Cei 3 învinși din etapa preliminară și 17 învinși ai primului tur de calificare de calificare intră în al doilea tur de calificare.
- Cei 10 învinși din cel de-al treilea tur de calificare intră în cel de-al treilea tur.
- Cei 6 învinși ai celui de-al treilea tur de calificare intră în runda de play-off.
- Cei 4 învinși ai rundei de play-off intră în faza grupelor.

Mai jos sunt echipele participante în Ruta Campionilor (cu coeficienții UEFA din 2020), grupate după rundele lor de pornire.
| Echipa          | Coef.  |
| --------------- | ------ |
| FC Salzburg     | 53.500 |
| Olympiacos FC   | 43.000 |
| SK Slavia Praga | 27.500 |

| Echipa            | Coef.  |
| ----------------- | ------ |
| GNK Dinamo Zagreb | 33.500 |
| BSC Young Boys    | 25.500 |
| FC Midtjylland    | 14.500 |

| Echipa                  | Coef.  |
| ----------------------- | ------ |
| Celtic FC               | 34.000 |
| FC Astana               | 29.000 |
| PFC Ludogoreț 1945      | 26.000 |
| FK Steaua Roșie Belgrad | 22.750 |
| Qarabağ FK              | 21.000 |
| Legia Varșovia          | 17.000 |
| Maccabi Tel Aviv FC     | 16.500 |
| Molde FK                | 15.000 |
| FC Sheriff Tiraspol     | 12.750 |
| CFR 1907 Cluj           | 12.500 |
| Ferencvárosi TC         | 9.000  |
| Dundalk FC              | 8.500  |
| ŠK Slovan Bratislava    | 7.000  |
| FK Sūduva               | 6.750  |
| AC Omonia               | 5.350  |
| FK Sarajevo             | 4.750  |
| FC Dinamo Tbilisi       | 4.750  |
| CS Fola Esch            | 4.750  |
| Djurgårdens IF          | 4.550  |
| FK Budućnost Podgorița  | 4.250  |
| FC Flora Tallinn        | 4.000  |
| FC Dinamo Brest         | 3.775  |
| Riga FC                 | 3.500  |
| Connah's Quay Nomads FC | 3.250  |
| KÍ Klaksvík             | 2.750  |
| Europa FC               | 2.750  |
| NK Celje                | 2.600  |
| FC Ararat               | 2.500  |
| KuPS Kuopio             | 2.500  |
| KR Reykjavík            | 2.500  |
| KF Tirana               | 1.475  |
| FK Sileks               | 1.475  |
| Floriana FC             | 1.150  |

| Echipa                | Coef. |
| --------------------- | ----- |
| Linfield FC           | 4.250 |
| SP Tre Fiori          | 1.500 |
| KF Drita              | 1.500 |
| Inter Club d'Escaldes | 0.566 |

### Ruta Non-campionilor
Ruta Non-campionilor include toate echipele care nu au câștigat campionatul și care nu se califică direct pentru faza grupelor. Ea constă în următoarele runde:
- 'Al doilea tur de calificare (6 echipe)' : 6 echipe care intră în această rundă.
- 'Al treilea tur de calificare (6 echipe)' : 3 echipe care intră în această rundă și 3 câștigători ai celui de-al treilea tur de calificare.
- 'Runda de play-off (4 echipe)' : 1 echipă care intră în această rundă și 3 câștigători din al treilea tur de calificare.

Toate echipele eliminate din Ruta Non-campionilor intră în Europa League:
- Cei 3 învinși din al doilea tur de calificare intră în al treilea tur de calificare .
- Cei 3 învinși ai celui de-al treilea tur de calificare și cei doi învinși din runda de play-off intră în faza grupelor.

Mai jos sunt echipele participante în Ruta Non-campionilor (cu coeficienții UEFA din 2020), grupate după rundele lor de pornire.
| Echipa       | Coef.  |
| ------------ | ------ |
| FC Krasnodar | 35.500 |

| Echipa         | Coef.  |
| -------------- | ------ |
| SL Benfica     | 70.000 |
| FC Dinamo Kiev | 55.000 |
| KAA Gent       | 39.500 |

| Echipa               | Coef.  |
| -------------------- | ------ |
| Beșiktaș JK          | 54.000 |
| FC Viktoria Plzeň    | 34.000 |
| SK Rapid Viena       | 22.000 |
| PAOK FC              | 21.000 |
| AZ Alkmaar           | 18.500 |
| NK Lokomotiva Zagreb | 4.975  |

## Calendarul
| Faza       | Runda             | Data tragerii la sorți | Prima manșă                | A doua manșă            |
| ---------- | ----------------- | ---------------------- | -------------------------- | ----------------------- |
| Calificări | Runda Preliminară | 17 Iulie 2020          | 8 August 2020 (semifinale) | 11 August 2020 (finala) |
| Calificări | Turul I           | 9 August 2020          | 18–19 August 2020          | 18–19 August 2020       |
| Calificări | Turul II          | 10 August 2020         | 25–26 August 2020          | 25–26 August 2020       |
| Calificări | Turul III         | 31 August 2020         | 15–16 Septembrie 2020      | 15–16 Septembrie 2020   |
| Calificări | Play-off          | 1 Septembrie 2020      | 22–23 Septembrie 2020      | 29–30 Septembrie 2020   |

## Preliminarii
Tragerea la sorți a rundei preliminare a avut loc pe 17 iulie 2020, ora 13:00 EEST. Semifinalele s-au jucat pe 8 august, iar finala a fost decisă de un rezultat 3-0 la masa verde pentru echipa Linfield FC după ce au fost depistați pozitiv doi jucători de la KF Drita.
| Echipa 1  | Scor | Echipa 2              |
| --------- | ---- | --------------------- |
| Tre Fiori | 0–2  | Linfield              |
| Drita     | 2–1  | Inter Club d'Escaldes |

| Echipa 1 | Scor             | Echipa 2 |
| -------- | ---------------- | -------- |
| Drita    | 0–3 (Masa verde) | Linfield |

### Semifinale
| SP Tre Fiori                                                            | 0 – 2   | Linfield FC                                  |
| ----------------------------------------------------------------------- | ------- | -------------------------------------------- |
| Santoni 44' · Simoncini 62' · Lunardini 68' · Figone 72' · Pracucci 86' | Detalii | Hery 71' 81' Manzinga 83' 90+4' Larkin 90+2' |

| KF Drita                 | 2 – 1   | Inter Club d'Escaldes     |
| ------------------------ | ------- | ------------------------- |
| Shabani 21' Namani 45+3' | Detalii | García 29' 82' Moreno 81' |

### Finala
| KF Drita | 0 – 3 (La masa verde) | Linfield FC |
| -------- | --------------------- | ----------- |
|          | Detalii               |             |

## Calificări

### Turul I
Tragerea la sorți a primei runde de calificare a avut loc pe 9 august 2020, ora 13:00 EEST. Un număr de 34 de echipe au jucat în prima rundă de calificare: 33 de echipe care au fost calificatae direct în această rundă și câștigătoarea rundei preliminare. Capii de serie se bazează pe coeficienții UEFA 2020. Prima echipă extrasă în fiecare meci a fost cea care a găzduit meciul. Cele 17 echipe învinse au intratîn turul II preliminar al UEFA Europa League 2020-2021.
| Echipa 1                | Scor                  | Echipa 2             |
| ----------------------- | --------------------- | -------------------- |
| Celtic FC               | 6 – 0                 | KR Reykjavík         |
| Qarabağ FK              | 4 – 0                 | FK Sileks            |
| FC Dinamo Brest         | 6 – 3                 | FC Astana            |
| Legia Varșovia          | 1 – 0                 | Linfield FC          |
| FK Steaua Roșie Belgrad | 5 – 0                 | Europa FC            |
| FC Sheriff Tiraspol     | 2 – 0                 | CS Fola Esch         |
| Connah's Quay Nomads FC | 0 – 2                 | FK Sarajevo          |
| FK Budućnost Podgorița  | 1 – 3                 | PFC Ludogoreț 1945   |
| FC Ararat               | 0 – 1 (d.p.)          | AC Omonia            |
| Floriana FC             | 0 – 2                 | CFR 1907 Cluj        |
| Maccabi Tel Aviv FC     | 2 – 0                 | Riga FC              |
| FC Dinamo Tbilisi       | 0 – 2                 | KF Tirana            |
| Ferencvárosi TC         | 2 – 0                 | Djurgårdens IF       |
| Molde FK                | 5 – 0                 | KuPS Kuopio          |
| FC Flora Tallinn        | 1 – 2 (d.l.d.)        | FK Sūduva            |
| NK Celje                | 3 – 0                 | Dundalk FC           |
| KÍ Klaksvík             | 3 – 0 (La masa verde) | ŠK Slovan Bratislava |

#### Meciuri
| Celtic FC                                                                  | 6 – 0   | KR Reykjavík |
| -------------------------------------------------------------------------- | ------- | ------------ |
| Elyounoussi 6', 90+1' Aðalsteinsson 17' Jullien 31' Taylor 46' Édouard 72' | Detalii |              |

| Qarabağ FK                              | 4 – 0   | FK Sileks     |
| --------------------------------------- | ------- | ------------- |
| Romero 11' Guerrier 40', 51' Emreli 80' | Detalii | Karcheski 41' |

| FC Dinamo Brest                                                     | 6 – 3   | FC Astana                              |
| ------------------------------------------------------------------- | ------- | -------------------------------------- |
| Gordejchuk 15', 22' Pechenin 17' Kiki 35' Sedko 37' Diallo 55', 90' | Detalii | Tomasov 45' Rotariu 52' Beysebekov 87' |

| Legia Varșovia | 1 – 0   | Linfield FC                                         |
| -------------- | ------- | --------------------------------------------------- |
| Kanté 82' 85'  | Detalii | Hery 44' · Millar 55' 75' · Lavery 74' · Pepper 89' |

| FK Steaua Roșie Belgrad                      | 5 – 0   | Europa FC                    |
| -------------------------------------------- | ------- | ---------------------------- |
| Ben 35', 44', 52' Sanogo 73' Ivanić 78', 87' | Detalii | Blas 18' Rosa 45' Walker 83' |

| FC Sheriff Tiraspol           | 2 – 0   | CS Fola Esch                       |
| ----------------------------- | ------- | ---------------------------------- |
| Abang 36' Parra 66' Lukić 81' | Detalii | Sinani 56' Sacras 78' Pimentel 89' |

| Connah's Quay Nomads FC | 0 – 2   | FK Sarajevo                       |
| ----------------------- | ------- | --------------------------------- |
| Holmes 54'              | Detalii | Tatar 16', 65' 35' Rahmanović 88' |

| FK Budućnost Podgorița      | 1 – 3   | PFC Ludogoreț 1945                                                                       |
| --------------------------- | ------- | ---------------------------------------------------------------------------------------- |
| Cuković 8' 31' Ivanović 68' | Detalii | Higinio 12' Tchibota 25' 65' Cicinho 56' Renan 61' Badji 69' Tekpetey 79' Oliveira 90+3' |

| FC Ararat                                                  | 0 – 1   | AC Omonia                             |
| ---------------------------------------------------------- | ------- | ------------------------------------- |
| Vakulenko 17' · Alphonse 62' · Muñoz 73' 97' · Meneses 74' | Detalii | Ďuriš 39' Thiago 74' 94' Lecjaks 116' |

| Floriana FC                                     | 0 – 2   | CFR 1907 Cluj                                                       |
| ----------------------------------------------- | ------- | ------------------------------------------------------------------- |
| Cheveresan 28' Leone 48' Keqi 52' Camenzuli 86' | Detalii | Itu 45+2' Cestor 53' 73' Chipciu 86' Bălgrădean 90+3' Golofca 90+6' |

| Maccabi Tel Aviv FC                                     | 2 – 0   | Riga FC                                |
| ------------------------------------------------------- | ------- | -------------------------------------- |
| Guerrero 45' Blackman 58' (pen), 88' (pen) Kandil 90+2' | Detalii | Rugins 45' Černomordijs 73' Prenga 74' |

| FC Dinamo Tbilisi                      | 0 – 2   | KF Tirana                                                 |
| -------------------------------------- | ------- | --------------------------------------------------------- |
| Lochoshvili 23' Papava 39' Shulaia 68' | Detalii | Torassa 44' 45+4' Toševski 72' Çelhaka 85' Ismajlgeci 86' |

| Ferencvárosi TC                         | 2 – 0   | Djurgårdens IF        |
| --------------------------------------- | ------- | --------------------- |
| Nguen 33', 62' Blažić 46' Kovačević 66' | Detalii | Holmberg 65' Berg 71' |

| Molde FK                                                                         | 5 – 0   | KuPS Kuopio |
| -------------------------------------------------------------------------------- | ------- | ----------- |
| Hestad 26' Eikrem 37' Ellingsen 46' Omoijuanfo 69' Pedersen 90+1' Knudtzon 90+3' | Detalii |             |

| FC Flora Tallinn                               | 1 – 1 (d.p.) | FK Sūduva                                            |
| ---------------------------------------------- | ------------ | ---------------------------------------------------- |
| Sappinen 49' Purg 77' Vassiljev 84' Alliku 89' | Detalii      | Hladik 31' Kerla 53' Topčagić 78' (pen) Salamon 113' |
| Vassiljev · Sappinen · Jarvelaid · Soomets     | 2 – 4        | Švrljuga · Šabala · Tadić · Pušić · Topčagić         |

| NK Celje                                  | 3 – 0   | Dundalk FC            |
| ----------------------------------------- | ------- | --------------------- |
| Kerin 25' 43' Vizinger 89' Dangubić 90+5' | Detalii | Gannon 3' Shields 48' |

| KÍ Klaksvík | 3 – 0 (La masa verde) | ŠK Slovan Bratislava |
| ----------- | --------------------- | -------------------- |
|             | Detalii               |                      |

### Turul II
Tragerea la sorți pentru al doilea tur de calificare a avut loc pe 10 august 2020, ora 13:00 EEST.

#### Echipe
Un număr de 26 de echipe au jucat în al doilea tur de calificare, fiind împărțite în două rute:
- Ruta Campionilor (20 de echipe): trei echipe care s-au calificat direct în această rundă și 17 câștigătoare ale primului tur de calificare.
- Ruta Non-campionilor (șase echipe): șase echipe care s-au calificat în această rundă.

Meciurile au avut loc pe 25 și 26 august. Cele 13 învinse au intrat în turul III preliminar al UEFA Europa League 2020-2021.

#### Rezumat
| Echipa 1           | Scor           | Echipa 2                |
| ------------------ | -------------- | ----------------------- |
| KF Tirana          | 0 – 1          | FK Steaua Roșie Belgrad |
| CFR 1907 Cluj      | 2 – 3 (d.l.d.) | GNK Dinamo Zagreb       |
| BSC Young Boys     | 3 – 1          | KÍ Klaksvík             |
| Celtic FC          | 1 – 2          | Ferencvárosi TC         |
| FK Sūduva          | 0 – 3          | Maccabi Tel Aviv FC     |
| Legia Varșovia     | 0 – 2 (d.p.)   | AC Omonia               |
| NK Celje           | 1 – 2          | Molde FK                |
| PFC Ludogoreț 1945 | 0 – 1          | FC Midtjylland          |
| FC Dinamo Brest    | 2 – 1          | FK Sarajevo             |
| Qarabağ FK         | 2 – 1          | FC Sheriff Tiraspol     |

| Echipa 1             | Scor         | Echipa 2          |
| -------------------- | ------------ | ----------------- |
| PAOK FC              | 3 – 1        | Beșiktaș JK       |
| AZ Alkmaar           | 3 – 1 (d.p.) | FC Viktoria Plzeň |
| NK Lokomotiva Zagreb | 0 – 1        | SK Rapid Viena    |

#### Ruta Campionilor
| KF Tirana                              | 0 – 1   | FK Steaua Roșie Belgrad |
| -------------------------------------- | ------- | ----------------------- |
| Vangjeli 32' Çelhaka 43' Najdovski 53' | Detalii | 34' Sanogo 61' Tomané   |

| CFR 1907 Cluj                                                                                            | 2 – 2 (d.p.) | GNK Dinamo Zagreb                                                                                                  |
| --- | ------------ | --- |
| Deac 52' Pereira 64' Bălgrădean 79' Đoković 86' Debeljuh 89' 90+3' Burcă 90+3' Bordeianu 92' Rondon 115' | Detalii      | 14' Gojak · 44' Ademi · 51' Théophile-Catherine · 78' 119' Kastrati · 82' Leovac · 90+2' Livaković · 101' Petković |
| Vinícius · Đoković · Rondon · Sušić · Golofca · Deac · Boli                                              | 5 – 6        | Petković · Leovac · Ademi · Stojanović · Gojak · Dilaver · Gvardiol                                                |

| BSC Young Boys                                     | 3 – 1   | KÍ Klaksvík                                                                   |
| -------------------------------------------------- | ------- | ----------------------------------------------------------------------------- |
| Aebischer 36' Nsame 51' Sulejmani 57' Ngamaleu 82' | Detalii | 24' Klettskard 29' Johannesen 32' Pavlović 79' 83' Johannesen 90+4' Andreasen |

| Celtic FC                          | 1 – 2   | Ferencvárosi TC                                |
| ---------------------------------- | ------- | ---------------------------------------------- |
| Elhamed 27' Christie 53' Brown 62' | Detalii | 7' 62' Sigér 40' Kharatin 66' Blažić 75' Nguen |

| FK Sūduva           | 0 – 3   | Maccabi Tel Aviv FC                                                    |
| ------------------- | ------- | ---------------------------------------------------------------------- |
| Pušić 58' Kerla 80' | Detalii | 30' Rikan 39' Kandil 74' Blackman 77' Yeini 87' Glazer 90+2' Davidzada |

| Legia Varșovia                                                    | 0 – 2   | AC Omonia                                      |
| ----------------------------------------------------------------- | ------- | ---------------------------------------------- |
| Lewczuk 34' 56' · Luquinhas 95' · Ślisz 119' · Jędrzejczyk 120+2' | Detalii | 31' 107' Thiago 33' Gomes 92' (pen) 105' Gomez |

| NK Celje                    | 1 – 2   | Molde FK                           |
| --------------------------- | ------- | ---------------------------------- |
| Lotrič 2' 38' Marandici 87' | Detalii | 23' Pedersen 57' Hussain 74' James |

| PFC Ludogoreț 1945            | 0 – 1   | FC Midtjylland                               |
| ----------------------------- | ------- | -------------------------------------------- |
| Abel 45' Higinio 81' Moți 85' | Detalii | 7' Kraev 42' Onyeka 62' Paulinho 78' Brumado |

| FC Dinamo Brest                                                               | 2 – 1   | FK Sarajevo                                                             |
| ----------------------------------------------------------------------------- | ------- | ----------------------------------------------------------------------- |
| Gordejchuk 3' Yuzepchuk 44' Diallo 50' Sedko 65' Kislyak 83' Khacheridi 90+4' | Detalii | 11' 34' Dokanović 45' Oremuš 76' Dupovac 88' Ahmetović 90+4' Rahmanović |

| Qarabağ FK                               | 2 – 1   | FC Sheriff Tiraspol                    |
| ---------------------------------------- | ------- | -------------------------------------- |
| Matić 22' (pen) Emreli 63' Ibrahimli 73' | Detalii | 17' Obilor · 37' Abang · 78' Castaneda |

#### Ruta Non-campionilor
| PAOK FC                                                                               | 3 – 1   | Beșiktaș JK            |
| ------------------------------------------------------------------------------------- | ------- | ---------------------- |
| Tzolis 7', 24' Michailidis 22' Pelkas 30' 69' Akpom 41' Ingason 45+1' El Kaddouri 63' | Detalii | 11' N'Sakala 37' Larin |

| AZ Alkmaar                                                                                    | 3 – 1   | FC Viktoria Plzeň                  |
| --------------------------------------------------------------------------------------------- | ------- | ---------------------------------- |
| Leeuwin 77' Koopmeiners 90+5' (pen) Guðmundsson 98', 118' Druijf 106' Boadu 110' Wijndal 112' | Detalii | 51' Hejda 78' Limberský 84' Hruška |

| NK Lokomotiva Zagreb                        | 0 – 1   | SK Rapid Viena                               |
| ------------------------------------------- | ------- | -------------------------------------------- |
| Tuci 40' Petrak 69' Sammir 74' Kolinger 89' | Detalii | 32' Kara 51' Ljubičić 55' Hofmann 57' Greiml |

### Turul III
Tragerea la sorți pentru al treilea tur de calificare a avut loc pe 31 august 2020, ora 13:00 EEST.

#### Echipe
Un număr de 16 de echipe au jucat în al treilea tur de calificare. Ele au fost împărțite în două rute:
- Ruta Campionilor (zece echipe): zece echipe care s-au calificat direct în această rundă.
- Ruta Non-campionilor (șase echipe): trei echipe care s-au calificat în această rundă și trei echipe câștigătoare ale celui de-al doilea tur de calificare.

Meciurile au avut loc pe 15 și 16 septembrie. Cele opt echipe învinse au intrat în play-off-ul UEFA Europa League 2020-2021.

#### Rezumat
| Echipa 1            | Scor           | Echipa 2                |
| ------------------- | -------------- | ----------------------- |
| Ferencvárosi TC     | 2 – 1          | GNK Dinamo Zagreb       |
| Qarabağ FK          | 0 – 1 (d.l.d.) | Molde FK                |
| AC Omonia           | 2 – 1 (d.l.d.) | FK Steaua Roșie Belgrad |
| FC Midtjylland      | 3 – 0          | BSC Young Boys          |
| Maccabi Tel Aviv FC | 1 – 0          | FC Dinamo Brest         |

| Echipa 1       | Scor  | Echipa 2       |
| -------------- | ----- | -------------- |
| PAOK FC        | 2 – 1 | SL Benfica     |
| FC Dinamo Kiev | 2 – 0 | AZ Alkmaar     |
| KAA Gent       | 2 – 1 | SK Rapid Viena |

#### Ruta Campionilor
| Ferencvárosi TC                                                    | 2 – 1   | GNK Dinamo Zagreb                          |
| ------------------------------------------------------------------ | ------- | ------------------------------------------ |
| Lovrencsics 2' Uzuni 65' Boli 67' Nguen 78' Frimpong 79' Ćivić 87' | Detalii | 23' Uzuni 61' Gojak 81' Jakić 82' Petković |

| Qarabağ FK                                                      | 0 – 0 (d.p.) | Molde FK                                                         |
| --------------------------------------------------------------- | ------------ | ---------------------------------------------------------------- |
| Medina 50' Guerrier 67' Andrade 86'                             | Detalii      | 83' 102' Hussain 89' Hestad                                      |
| Matić · Medvedev · Andrade · Medina · Mahammadaliyev · Guseynov | 5 – 6        | Omoijuanfo · Aursnes · Hestad · Christensen · Ellingsen · Haugen |

| AC Omonia                                                               | 1 – 1 (d.p.) | FK Steaua Roșie Belgrad                                   |
| ----------------------------------------------------------------------- | ------------ | --------------------------------------------------------- |
| Lüftner 31' Hubočan 52' Lang 63' Gomez 83' Kousoulos 91' Kaly Sene 110' | Detalii      | 14' Sanogo 45' Ivanić 52' Katai 116' Milunović 117' Gajić |
| Gomez · Gomes · Asante · Lecjaks                                        | 4 – 2        | Gavrić · Ben · Falcinelli · Degenek                       |

| FC Midtjylland                                                      | 3 – 0   | BSC Young Boys              |
| ------------------------------------------------------------------- | ------- | --------------------------- |
| Kaba 31' Onyeka 41' Lefort 51' Dreyer 61' Sviatchenko 76' Mabil 84' | Detalii | 59' Aebischer 76' Fassnacht |

| Maccabi Tel Aviv FC                                 | 1 – 0   | FC Dinamo Brest         |
| --------------------------------------------------- | ------- | ----------------------- |
| Kandil 42' Biton 50' (pen) Blackman 76' Rikan 90+5' | Detalii | 49' Kislyak 90+4' Sedko |

#### Ruta Non-campionilor
| PAOK FC                                                                                 | 2 – 1   | SL Benfica              |
| --------------------------------------------------------------------------------------- | ------- | ----------------------- |
| Pelkas 1' Varela 28' Michailidis 44' Vertonghen 63' Živković 75' Schwab 79' Esiti 90+2' | Detalii | 44' Almeida 90+4' Silva |

| FC Dinamo Kiev                                              | 2 – 0   | AZ Alkmaar                        |
| ----------------------------------------------------------- | ------- | --------------------------------- |
| Buialskyi 15' Rodrigues 19' 49' Kędziora 85' Shaparenko 86' | Detalii | 33' Stengs 83' Clasie 85' Idrissi |

| KAA Gent                       | 2 – 1   | SK Rapid Viena                           |
| ------------------------------ | ------- | ---------------------------------------- |
| Dorsch 36' Yaremchuk 59' (pen) | Detalii | 5' Hofmann 85' Fountas 90+1' 90+3' Demir |

### Play-off
Tragerea la sorți pentru play-off a avut loc pe 1 septembrie 2020, ora 13:00 EEST.

#### Echipe
Un număr de 12 de echipe au jucat în play-off-ul de calificare. Ele au fost împărțite în două rute:
- Ruta Campionilor (opt echipe): trei echipe care s-au calificat în această rundă și cinci câștigătoare ale celui de-al treilea tur de calificare.
- Ruta Non-campionilor (patru echipe): o echipă care s-a calificat direct în această rundă și trei câștigătoare ale celui de-al treilea tur de calificare.

Manșele tur s-au disputat pe 22 și 23 septembrie, iar cele retur pe 29 și 30 septembrie 2020. Cele șase echipe învingătoare s-au calificat în faza grupelor, iar cele șase echipe învinse au intrat în grupele UEFA Europa League 2020-2021.

#### Rezumat
| Echipa 1            | Total     | Echipa 2        | Tur   | Retur |
| ------------------- | --------- | --------------- | ----- | ----- |
| Maccabi Tel Aviv FC | 2 – 5     | FC Salzburg     | 1 – 2 | 1 – 3 |
| SK Slavia Praga     | 1 – 4     | FC Midtjylland  | 0 – 0 | 1 – 4 |
| Molde FK            | 3 – 3 (a) | Ferencvárosi TC | 3 – 3 | 0 – 0 |
| Olympiacos FC       | 2 – 0     | AC Omonia       | 2 – 0 | 0 – 0 |

| Echipa 1     | Total | Echipa 2       | Tur   | Retur |
| ------------ | ----- | -------------- | ----- | ----- |
| FC Krasnodar | 4 – 2 | PAOK FC        | 2 – 1 | 2 – 1 |
| KAA Gent     | 1 – 5 | FC Dinamo Kiev | 1 – 2 | 0 – 3 |

#### Ruta Campionilor

##### Manșa tur
| Maccabi Tel Aviv FC | 1 – 2   | FC Salzburg                          |
| ------------------- | ------- | ------------------------------------ |
| Biton 9' Yeini 66'  | Detalii | 49' (pen) 85' Szoboszlai 57' Okugawa |

| SK Slavia Praga        | 0 – 0   | FC Midtjylland |
| ---------------------- | ------- | -------------- |
| Holeš 51' Masopust 70' | Detalii | 87' Paulinho   |

| Molde FK                                                                               | 3 – 3   | Ferencvárosi TC                      |
| -------------------------------------------------------------------------------------- | ------- | ------------------------------------ |
| Aursnes 9' Knudtzon 43' James 55' Hussain 58' Eikrem 65' Ellingsen 83' Gregersen 90+7' | Detalii | 7' Boli 52' Uzuni 87' (pen) Kharatin |

| Olympiacos FC                                | 2 – 0   | AC Omonia                                      |
| -------------------------------------------- | ------- | ---------------------------------------------- |
| Semedo 48' Valbuena 69' (pen) El Arabi 90+2' | Detalii | 26' Gomes 42' Lüftner 44' Bauthéac 69' Lecjaks |

##### Manșa retur
| Ferencvárosi TC | 0 – 0   | Molde FK                         |
| --------------- | ------- | -------------------------------- |
| Botka 42'       | Detalii | 26' Aursnes 49' James 55' Hestad |

La scorul general 3–3, Ferencvárosi TC s-a calificat datorită numărului mai mare de goluri marcate în deplasare.
| AC Omonia                              | 0 – 0   | Olympiacos FC                                  |
| -------------------------------------- | ------- | ---------------------------------------------- |
| Bauthéac 66' Kousoulos 76' Hubočan 80' | Detalii | 46' Ba 56' Holebas 85' Rafinha 89' Bouchalakis |

Olympiacos FC s-a calificat cu scorul general 2–0.
| FC Midtjylland                                                          | 4 – 1   | SK Slavia Praga                   |
| ----------------------------------------------------------------------- | ------- | --------------------------------- |
| Sviatchenko 55' Kaba 65' Scholz 84' (pen) Onyeka 88' Dreyer 90+1' 90+1' | Detalii | 3' Olayinka 53' Hovorka 81' Bořil |

FC Midtjylland s-a calificat cu scorul general 4–1.
| FC Salzburg                                                            | 3 – 1   | Maccabi Tel Aviv FC           |
| ---------------------------------------------------------------------- | ------- | ----------------------------- |
| Daka 16', 68' Camara 38' Szoboszlai 45' (pen) Ramalho 87' Okafor 90+2' | Detalii | 30' 44' Karzev 45+3' Baltaksa |

FC Salzburg s-a calificat cu scorul general 5-2.

#### Ruta Non-campionilor

##### Manșa tur
| FC Krasnodar                                                          | 2 – 1   | PAOK FC                                          |
| --------------------------------------------------------------------- | ------- | ------------------------------------------------ |
| Pantalean 6' Claesson 39' (pen) 55' Cabella 70' Berg 88' Olsson 90+1' | Detalii | 7' 32' Pelkas 8' Schwab 76' Crespo 90+1' Ingason |

| KAA Gent                                                         | 1 – 2   | FC Dinamo Kiev                                      |
| ---------------------------------------------------------------- | ------- | --------------------------------------------------- |
| Fortuna 13' · Kleindienst 41' · Bezus 50' 53' · Odjidja-Ofoe 56' | Detalii | 9' Supryaga 31' Rodrigues 79' De Pena 87' Shepeliev |

##### Manșa retur
| FC Dinamo Kiev                                     | 3 – 0   | KAA Gent                                  |
| -------------------------------------------------- | ------- | ----------------------------------------- |
| Buialskyi 9' De Pena 36' (pen) Rodrigues 49' (pen) | Detalii | 28' Castro-Montes 42' Plastun 49' Fortuna |

FC Dinamo Kiev s-a calificat cu scorul general 5–1.
| PAOK FC                                      | 1 – 2   | FC Krasnodar                                          |
| -------------------------------------------- | ------- | ----------------------------------------------------- |
| Ingason 24' Pelkas 37' El Kaddouri 77' 90+1' | Detalii | 33' Vilhena 35' Pantalean 73' Michailidis 77' Cabella |

FC Krasnodar s-a calificat cu scorul general 4-2.